# Андрієвський Леонід Васильович
Леонід Васильович Андрієвський (1 травня 1905, Чернігів, Російська імперія - 1994, Харків) - український і радянський художник-графік, художник, Живописець, педагог, Директор Харківського державного художнього училища (1949-1969).

## Біографія
У 1934-1938 навчався в Харківському державному художньому училищі. Продовжив навчання у Харківському державному художньому інституті (1938-1941; 1945-1947). Учень Йосипа Дайца і Василя Касіяна.
Член Мистецького об'єднання Спілки художників України з 1947 року. Учасник республіканських виставок з 1948 року.
З 1947 року викладав у Харківському державному художньому училищі, в 1949-1969 був його директором.